# Новобайкієво
Новобайкі́єво (рос. Новобайкиево, башк. Яңы Бәйки) — присілок у складі Шаранського району Башкортостану, Росія. Входить до складу Мічурінської сільської ради.
Населення — 38 осіб (2010; 36 у 2002).
Національний склад:
- башкири — 97 %